# Dvärgtoko
Dvärgtoko (Lophoceros camurus) är en fågel i familjen näshornsfåglar inom ordningen härfåglar och näshornsfåglar.

## Utseende och läte
Dvärgtokon är som namnet avslöjar en liten näshornsfågel. Fjäderdräkten är sotfärgat rödbrun på rygg, bröst och vingar, medan buken är vit och bröstet och huvudet mörkare. Näbben är blodröd, vilket dock kan vara förvånansvärt svårt att se i dunkelt ljus. Lätet är spceciellt, en spöklik serie med tio till 15 darrande visslingar som faller i tonhöjd under fem till sex sekunder. Den avges från enstaka fåglar eller i duett.

## Utbredning och systematik
Arten förekommer från södra Sierra Leone till Demokratiska republiken Kongo, nordvästra Angola (Cabinda, sydvästra Sydsudan och västra Uganda. Den behandlas vanligen som monotypisk, men vissa urskiljer fåglar i västra Nigeria som pulchrirostris.

## Status och hot
Arten har ett stort utbredningsområde, men tros minska i antal, dock inte tillräckligt kraftigt för att den ska betraktas som hotad. Internationella naturvårdsunionen IUCN listar arten som livskraftig (LC).